# Stazione di Corte
La stazione di Corte (Gare de Corte in francese; Gara di Corti in còrso) è una stazione ferroviaria francese posta a servizio dell'omonima cittadina còrsa a 396 m sl.l.m.
Di proprietà della Collectivittà territoriale di Corsica (CTC), è gestita dalla Chemins de fer de la Corse (CFC).

## Storia
Fu aperta al traffico il 1º febbraio 1888 quando fu inaugurato il tratto compreso tra Bastia e Corte. Rimase capolinea meridionale della ferrovia sino al 3 dicembre 1894 quando, dopo sei anni di lavori, fu aperto il segmento tra Vivario e Corte che sancì il definitivo completamento della linea tra Bastia ed Ajaccio.